# 松平重勝
松平重勝（日语：／ Matsudaira Shigekatsu，1549年—1621年1月6日）是日本戰國時代至江戶時代初期的武將、大名。越後三條藩、下總關宿藩藩主、遠江横須賀藩初代藩主。能見松平家第4代當主。父親是松平重吉。

## 生平
在天文18年（1549年）出生，家中四男。仕於德川家康，初期擔任大番頭。慶長10年（1605年），負責守護伏見城。慶長17年（1612年），成為家康的六男松平忠輝的附家老，在支配越後高田藩的忠輝配下，被賜予越後三條2萬石。因為長男重忠擔任將軍家的大番頭，所以把次男重長留在身邊。
元和2年（1616年）7月，主君忠輝被改易，傳達蟄居處分的使者是三男重則，而擔任改易的上使的是五男勝隆；勝隆先從高田前往三條與父兄見面，報告忠輝被除封。此後與重長一同前往高田向上使兼兒子的勝隆交出領地時，要作出拜伏的動作。
在忠輝被改易後，沒有遭到連座，而是被召回幕府並仕於德川秀忠。翌年（1617年），以譜代大名的身份拜領2萬6千石，並成為下總關宿藩藩主。元和5年（1619年），移至遠江横須賀藩，兼任駿河國駿府城的城代。在元和6年（1620年）於駿府城下死去。享年72歲。法名是松岳院殿雄譽助白大居士。墓所在駿府（現今靜岡縣靜岡市葵區大鋸町的西福寺）。繼承人是嫡男重忠。